# Řečkovice
Řečkovice (niem. Rzeczkowitz lub Retschkowitz) – miejska i katastralna części Brna, o powierzchni 668,45 ha. Leży na terenie gminy katastralnej Řečkovice i Mokrá Hora.